# Ахмед ибн Бувейх
Муизз ад-Даула Абу-ль-Хусайн Ахмед ибн Бувейх ибн Фанна Хосров ад-Дайлами (также Ахмад ибн Бувайх; 915 — 8 апреля 967 года) — один из основателей династии Бувайхидов (Буидов), султан Ирака, амир аль-умара («эмир эмиров» — титул верховного главнокомандующего, по сути, военного диктатора) и фактический правитель Аббасидского халифата в 945—967 годах. Захватив Багдад в 945 году и свергнув в следующем году халифа аль-Мустакфи Биллаха, Ахмед ибн Бувейх сосредоточил в своих руках всю полноту власти в халифате, формально провозгласив новым халифом аль-Мути Лиллаха. Способствовал укреплению в халифате позиций умеренного шиизма.

## Биография

### Происхождение
Ахмад ибн Бувайх происходил из воинственного горского племени дейлемитов, исповедовавшего ислам шиитского толка. Его отец Абу Шуджа Бувайх (или Буйэ) ибн Фанна Хосров был бедным прикаспийским рыбаком и лесорубом из Дейлема. Вместе со своими тремя сыновьями Абу Шуджа вначале поступил на военную службу к Саманидам, но затем перешёл к дейлемитскому амиру Мердавиджу ибн Зийару (убит 935), который в 927—935 годах во главе многочисленного войска захватил большую часть Северного и Западного Ирана и основал государство Зияридов. Ахмад был младшим из трёх сыновей Абу Шаджи Бувайха. В дальнейшем, придя к власти в Аббасидском халифате, сыновья Абу Шаджи приказали составить генеалогию своего отца, согласно которой он якобы являлся прямым потомком династии Сасанидов. Истинность этой генеалогии была подвергнута сомнению уже аль-Бируни (ум. 1048).

### Возвышение
Ахмад и его старшие братья Али и Хасан сделали военную карьеру в армии Мердавиджа ибн Зийара. Они особо отличились и выдвинулись при завоевании Западного Ирана между 932 и 935 годами, достигнув должностей военачальников и наместников Мердавиджа. Затем однако Мердавидж ибн Зийар изменил отношение к братьям Бувайхидам и послал в Кередж войско против Али. В сражениях с ним Али одержал несколько побед и захватил Шираз. После того как в 935 году Мердавидж ибн Зийар был убит своими гулямами братья Бувайхиды двинули из Шираза бывшие под их командованием войска на Исфахан. Ахмад взял Керман, после чего направился на соединение с Али и вместе они вошли в Ахваз. После этого Али послал младшего брата установить власть Бувайхидов в Хузистане, где Ахмаду пришлось вступить в конфликт с Мухаммадом ибн Раиком, которого халиф ар-Ради (ум. 940) вынужден был назначить на пост амира аль-умара.
Вскоре Бувайхиды подчинили своей власти весь Западный и Южный Иран. Братья действовали совместно в интересах своего клана и были дружны, добровольно признавая авторитет старшего брата — Али ибн Бувайха. Земли, завоёванные каждым из них, составляли его наследственный удел. Ахмаду на этом праве первоначально принадлежали Керман, Хузистан и весь Южный Иран. Тем временем в Багдаде разразился конфликт между халифом аль-Муттаки и амиром аль-умара Тузуном. Халиф обратился за помощью к Ахмаду ибн Бувайху. Ахмад во главе своих войск подступил к Багдаду, однако был разбит Тузуном и отступил. В 945 году Тузун умер и его должность занял Абу Джафар ибн Ширзад. Спустя какое то время новый халиф аль-Мустакфи также призвал на помощь Бувайхидов и 19 декабря 945 года Ахмад ибн Бувайх вошёл в Багдад, изгнав Ибн Ширзада и установив свою власть над Ираком. Халиф хорошо принял его, передал ему должность амира аль-умара и пожаловал лакаб Муизз ад-Даула («Опора державы»). Кроме того, халиф признал за Бувайхидами право считаться наместниками халифа на всех территориях, которыми они уже владели, и даровал почётные лакабы также братьям Ахмада. Сосредоточив в своих руках всю светскую власть, Ахмад принял титул султана, оставив за халифом лишь функции духовного главы мусульман-суннитов.

### Правление
В течение первых двух лет своего правления султан Муизз ад-Даула Ахмад вынужден был воевать с многочисленными военными вождями, не желавшими признавать его верховную власть над Ираком. Осенью 947 года Муизз ад-Даула наконец занял Басру, распространив своё влияние на всю территорию Ирака. Однако власть Ахмада, как в тот период, так и в последующие годы, базировалась в основном на поддержке со стороны старших братьев, авторитет которых для него был непререкаем. По утверждению Ибн аль-Асира, Ахмад фактически был всего лишь представителем своих братьев в Багдаде. Когда весной 948 года Ахмад встретился со своим братом Али ибн Бувайхом около Арраджана он поцеловал перед Али землю и отказался сидеть в его присутствии в течение всей их встречи.
После прихода к власти Ахмад первым делом установил контроль над казной халифа, ограничив его содержание пятью тысячами дирхемов в день. Будучи шиитом, Ахмад не признавал законность власти Аббасидов, равно как и духовный авторитет халифа-суннита. Статус последнего была низведён Ахмадом до положения рядового религиозного функционера бувайхидского государства, даже назначение верховного кади в Багдаде зачастую теперь производилось без согласия халифа. Имя халифа однако продолжали чеканить на монетах и поминать во время хутбы перед именем султана.
Вскоре Муизз ад-Даула заподозрил халифа аль-Мустакфи в заговоре с целью свержения власти Бувайхидов. В январе 946 года султан во главе своей дейлемской гвардии прибыл во дворец халифа. Муизз ад-Даула приветствовал аль-Мустакфи, поцеловав перед ним землю, после чего по приказу халифа рядом с ним был поставлен второй престол, на который воссел Муизз ад-Даула Ахмад. Затем к халифу подошли два гвардейца султана и протянули к нему руки. Полагая, что солдаты хотят поцеловать его руку, халиф протянул им её. Схватив аль-Мустакфи за руку, дейлемцы стащили его с торона, набросили на шею тюрбан и выволокли из дворца. Вслед за этим халиф аль-Мустакфи был низложен, ослеплён и брошен в темницу, где и провёл остаток жизни. Дворец халифа полностью разграбили гвардейцы султана. Новым халифом был провозглашён аль-Мути, сын халифа аль-Муктадира.
Новый халиф был полностью отстранён султаном от участия в государственных делах и лишён всех почестей. У аль-Мути не было даже визиря (формально должность его визиря занимал султан Муизз ад-Даула), единственным чиновником при халифе был оставлен секретарь, который вёл учёт его расходов. Первое время аль-Мути даже не пускали во дворец халифа. Муизз ад-Даула отнял у него все земли, оставив халифу лишь небольшое поместье на правах икта, как обыкновенному мелкому феодалу, и назначив ежедневное содержание в размере 100 дирхемов, составившее около 2 % от размера содержания предыдущего халифа. Существуют сведения, что Муизз ад-Даула намеревался свергнуть халифа Аббасида, заменив его представителем шиитского рода Алидов или шиитской династии Фатимидов. Советники султана однако предостерегли его от этого шага, резонно рассудив, что возведение на престол потомка Али ибн Абу Талиба могло лишить Бувайхидов их власти.
Вскоре после провозглашения аль-Мути халифом султан Муизз ад-Даула Ахмад вместе с ним выступил в поход против династии Хамданидов, однако был разбит амиром Насир ад-Даулой аль-Хасаном, который затем захватил Багдад. Вскоре однако Ахмаду хитростью удалось победить Насир ад-Даулу, который отступил в Мосул. После этого между Бувайхидами и Хамданидами был заключён мир. Кроме внутренних противников постоянно существовала внешняя угроза со стороны Византийской империи, войска которой регулярно вторгались в Сирию, Армению, Курдистан и аль-Джазиру. Султан Муизз ад-Даула очень долго не предпринимал никаких действий в ответ на византийские вторжения, он даже потратил на свои нужды средства, специально собранные на организацию обороны от византийских набегов. В народе росло недовольство. В конце концов Ахмаду пришлось выступить в поход против византийцев, который окончился победой.
Весной 955 года Ахмад ибн Бувайх тяжело заболел и решил официально назначить себе преемника, которым стал его сын Бахтияр. Однако болезнь Ахмада отступила. Пять лет спустя от халифа аль-Мути было получено официальное признание Бахтияра в качестве преемника Муизз ад-Даулы Ахмада на всех его должностях и наследника всех его владений, кроме того, халиф даровал Бахтияру лакаб Изз ад-Даула. Султан Муизз ад-Даула Ахмад умер 8 апреля 967 года. За время своего правления он не скопил впечатляющих сокровищ, оставив своему сыну лишь 400 тыс. динаров.

### Религиозная политика
Муизз ад-Даула Ахмад, как и вся его семья, исповедовал умеренный шиизм и способствовал укреплению шиизма в Ираке, однако сведений о гонениях на суннитов в период его правления не сохранилось. Несмотря на это, в халифате начались постоянные и серьёзные столкновения между шиитами и суннитами. В 351 году Хиджры (962/963 год) на дверях одной из багдадских мечетей появились надписи, проклинающие Муавию, Абу Бакра и других сподвижников пророка Мухаммеда, враждебно относившихся к Алидам. Во избежание обострения межрелигиозной розни надписи были стёрты, однако узнавший об этом султан Муизз ад-Даула приказал восстановить их. Его визирь аль-Мухаллаби, пытаясь сгладить ситуацию, предложил заменить эти надписи фразой «Да проклянёт Аллах тех, кто замучил потомков Пророка!», но Муизз ад-Даула настоял, чтобы в этом проклятии всё же упоминался халиф Муавия. При Муизз ад-Дауле Ахмад в халифате начали повсеместно публично отмечать шиитские праздники и дни скорби. В 963 году султан приказал в день Ашуры закрыть все рынки и запретил продавать даже приготовленную пищу в знак скорби по Хусейну ибн Али. Рынки были заставлены траурными шатрами, а по улицам Багдада бродили женщины с распущенными волосами и рыдающие шииты, побивающие самих себя. С этого года подобные шиитские мероприятия продолжались на протяжении многих лет. В том же году шииты впервые публично отметили праздник Гадир Хум, ликуя и стуча в барабаны. В ответ на шиитские праздники стали появляться новые суннитские, столкновения между шиитами и суннитами происходили всё чаще. Нередко тот или иной праздник оканчивался кровавой схваткой.

### Семья
После смерти Муизз ад-Даулы Ахмада в 967 году власть над Багдадом и всеми его владениями перешла к его сыну Изз ад-Дауле Бахтияру. Кроме него в семье было четыре мальчика, которые получили имена Абу Исхак, Хабаши, Марзубан и Абу Тахир, и девочка по имени Зубейда.

## Личные качества
Интересную характеристику Ахмада ибн Бувайха приводит Ибн Мискавейх в своём сочинении «Опыт народов». По его словам, Муизз ад-Даула был абсолютно чужд арабской культуре и настолько плохо владел арабским языком, что при общении с арабами использовал переводчика. Исключительная алчность и скупость султана, по утверждению Ибн Мискавейха, породили легенду, согласно которой у Муизз ад-Даулы была специально обученная змея, способная находить спрятанные деньги и драгоценности. Грубость и заносчивость султана по отношению к подчинённым чиновникам доходила до того, что он неоднократно избивал своего визиря аль-Мухаллаби. Совершенно бесцеремонно Муизз ад-Даула обходился и с халифом аль-Мути, превращённым им в полностью декоративную фигуру, не имеющую никакого отношения к управлению халифатом.